# Yandex Launcher
Yandex Launcher (russo: Я́ндекс.Ло́нчер) é um shell de interface gráfica de usuário (GUI) para organização do espaço de trabalho em smartphones Android.

## Funcionalidade
De acordo com as informações do The Next Web, um dos recursos que mais se sobressaem no Yandex Launcher é o serviço integrado de recomendação. A tecnologia de aprendizado de máquina é a base do serviço de recomendação, com o qual o Launcher seleciona aplicativos, jogos, vídeos e outras formas de conteúdo que possam interessar ao usuário. Os principais elementos do Launcher são o feed de conteúdo ilimitado de recomendações pessoais feitas pelo Yandex Zen, e um sistema de aplicativos recomendados; os dois elementos são integrados no Launcher e analisam os sites preferidos dos usuários e outros aspectos de seu comportamento, a fim de criar um modelo exclusivo de preferências.
Outros recursos do Launcher incluem: temas para a interface, coleções de papel de parede, pesquisa rápida de contatos, aplicativos e sites, pesquisa por cor de ícone do aplicativo, pastas e widgets "inteligentes", notificações integradas em ícones, gerenciador de tela, uma grade de editor visual para ícones, entre outros.

## História
Em 2009, a empresa SPB Software publicou o aplicativo SPB Mobile Shell. O aplicativo venceu diversas competições.
Em 2011, a SPB Software foi comprada pela Yandex. Por meio disso, a Yandex adquiriu os direitos aos produtos da empresa, incluindo o SPB Shell 3D. Este aplicativo era pago.
Após a compra pela Yandex, o shell foi renomeado – Yandex.Shell (russo: Яндекс.Shell). Os serviços da empresa foram incorporados a ele, e ele foi distribuído gratuitamente para usuários da Rússia e de outros países.
Em 2014, a Yandex lançou um firmware modificado para Android, que então recebeu o nome de Yandex.Kit (russo: Яндекс.Kit). O firmware foi estreitamente integrado aos serviços Yandex. Um dos aplicativos padrão fornecidos com o firmware era o launcher baseado no Yandex.Shell. O Yandex.Kit era pré-instalado, especificamente, em smartphones Huawei.
Em 6 de outubro de 2015, o Yandex Launcher GUI shell foi lançado. Apesar de os desenvolvedores do Yandex.Shell e do Yandex.Kit terem participado da criação do Launcher, esses projetos têm pouco em comum. Ao contrário do Launcher, o Kit tinha foco em empresas e não era distribuído no Google Play. O Shell tinha um esquema de monetização diferente e uma distribuição geográfica diferente.
Em 8 de outubro de 2015, o Google Play acidentalmente bloqueou o Yandex Launcher. No entanto, quase que imediatamente, o Launcher foi restaurado ao Google Play.
Inicialmente, após o seu lançamento, o Launcher estava disponível para usuários da América Latina e, posteriormente, a instalação foi permitida para usuários da União Europeia, dos EUA, da Rússia e de outros países. Em 14 de dezembro de 2015, o aplicativo foi disponibilizado no mundo todo.
Em outubro de 2016, a Yandex ofereceu a pré-instalação de seus aplicativos (incluindo o Yandex Launcher) para os varejistas e fabricantes de smartphones Android. Os participantes desse programa foram MTS (Rússia), Multilaser (Brasil), ZTE (China), Wileyfox (Reino Unido), Posh Mobile, entre outros.
No início de 2016, o público estrangeiro do serviço era três vezes maior que o público russo.

## Características técnicas
Para gerar recomendações pessoais, o Yandex Launcher utiliza uma tecnologia de inteligência artificial. O sistema analisa quais dos aplicativos recomendados o usuário instalou ou ignorou. Com base nessas informações, o sistema prevê quais aplicativos podem interessar ao usuário no futuro. O sistema analisa quais dos aplicativos recomendados o usuário instalou ou ignorou e, com base em suas predições, em quais aplicativos os usuários podem estar interessados no futuro. Quanto mais o usuário interagir com o Launcher, mais precisas serão as recomendações. As recomendações também dependem do local de residência do usuário, de seus interesses e de outros fatores.
O Launcher é um dos produtos de "Descoberta" do Yandex. O Yandex Zen, que é parte do Launcher, pertence à mesma categoria de produto.
Diversos elementos do design do Launcher são gerados por algoritmo. Especificamente, as cores dos cartões de informações do aplicativo são selecionadas automaticamente com base na escala de cores dos ícones dos aplicativos. Especificamente, as cores dos cartões de aplicativos são selecionadas automaticamente com base na escala de cores dos ícones.
Para pesquisar na Internet, o Launcher pode utilizar as ferramentas de busca Yandex, Google ou Bing (de acordo com a escolha do usuário).

## Monetização
A monetização do Launcher ocorre devido aos serviços integrados de recomendação. A publicidade nativa é exibida dentro do feed de conteúdo do Yandex Zen. A maioria das recomendações no serviço de recomendação de aplicativos é selecionada sem levar em consideração o componente comercial, mas se um usuário instalar uma das recomendações comerciais, então a rede de publicidade correspondente paga uma comissão para o Yandex.
De acordo com os dados de 2016, as atividades de negócios de "áreas experimentais" do Yandex (que inclui a integração do Yandex Launcher e do Yandex Zen, juntamente com um número de outros produtos da empresa) foi responsável por uma receita de 153 milhões de rublos.

## Gestão corporativa
O chefe de serviço é Fyodor Yezhov. Antes disso, Yezhov trabalhou na SPB Software e SPB TV.
Antes dele, o projeto era comandado por Dmitry Polishchuk.

## Crítica
O Yandex Launcher foi criticado pela falta de opções de ajustes do aplicativo. Mais especificamente, não é possível desabilitar a exibição dos nomes dos ícones. O Launcher também foi criticado pela pequena variedade de papéis de parede na coleção online.

## Concorrência
Duas outras grandes empresas de busca (Google e Yahoo) também têm seus próprios inicializadores para Android.